# 首領パッチ
首領パッチ（ドンパッチ）は、漫画『ボボボーボ・ボーボボ』『真説ボボボーボ・ボーボボ』に登場する架空のキャラクター。

## 人物
- 身長 - 2mm〜17m（アニメでは50cm弱）
- 体重 - 0.4g〜140t（アニメでは200g）
- 血液型 - P型
- 誕生日 - 13月0日（アニメでは6月20日生まれの双子座）
- 年齢 - 不詳（2024年に還暦を迎える）

好物はコーラ。趣味と特技はハジケ。嫌いな物は爪が飛び散るタイプの爪切り。チャームポイントはキュートな口元。最近腹が立った事は『NARUTO -ナルト-』の最新巻が売り切れていた事。尊敬する人は刑事（デカ）長の轟ゴロー。自慢できる事はケンカ。自分を芸能人に例えると一青窈。宝物は預金。旅してみたい国はモロッコ（名前の響きが面白いから）。
太陽か金平糖のような謎の生物。その正体は本人曰くアルプス山脈の純粋な水にのみ棲息する妖精（らしい）。全体についているトゲは着脱可能で、本人いわく「オレのチャームポイント」。トゲには、「首領パッチエキス」が、入っている。これを注射のように体内に注入される(アニメでは飲まされる)と、思考が首領パッチと同じになる。
名前の由来は、味の素ゼネラルフーヅ（AGF）から1970年代から1980年代にかけて発売されていた、口の中でハジケるキャンデー「ドンパッチ」とアーケード向けシューティングゲーム『首領蜂（どんぱち）』を合成したものである。
自称・主人公（もしくはヒロイン）。極度の目立ちたがり屋で、ビュティ（ヒロイン）とボーボボ（主人公）を一方的に妬み、いつも自分ばかり目立とうとする。だがボーボボとは何だかんだで気の合う彼の漫才の相方的存在。「ヤッくん」という名の人形を愛用するハジケリスト。ヤッくんの前では乙女になる。ビュティを蹴ったり殴ったりするが、血を吐いたりダメージを受けたりする描写がほとんどないため、ある程度手加減はしているようである。ビュティがシゲキXにシゲキを注入された時には「あの女をいじめていいのはパチ美だけなのよ!!」と言いながらシゲキXに殴りかかっていくなど、ボーボボの首領パッチと天の助に対する認識と同じく、本当に危ないときは助けるようである。
ハジケリストとしての実力は相当なものらしく、握る事で「ハジケ度数」に応じて大きく複雑な物に変化する「ハジケ鳥」を首領パッチが握った際には、周りの者が気付かない程巨大で複雑なメカへと変化した。また、ライスの持つ「キング・オブ・ハジケリスト」の称号は、首領パッチが蹴ったためにライスに回ってきたものである。
潜在能力は計り知れず、自分の過去に怒ることで無敵の戦士怒んパッチに、そしてさらに怒ると怒怒んパッチへと変貌する。「トランスフォーム」と叫ぶといろんな物に変形する（手裏剣、アメ玉、トゲボール、巨大テーブルなど）。キャラとして変化すると、女キャラにも変身しパチ美、トゲ子といった名前になる。首領パッチソード（ネギ）を武器として使う。これは融合戦士にも引き継がれるが、圧倒的に威力に差がある。1回だけ、首領パッチハンマーというのが登場した。これは普通の剣と互角の強さになる。
普段の戦いではボケ役に徹しているが、まれにツッコミ役になることもある。上記の通り潜在能力は凄まじく本気で戦えば相当の強さを誇り、仲間内の中で唯一ボーボボと対等に戦える人物である。ビュティとはいがみ合っているがボーボボと天の助を除いたメンバーの中ではコンビを組むことも多く仲は良い。怒んパッチに変身するようになってからはボーボボの代わりにハイドレート、ビービビなどと戦い時間を稼ぐなどボスとの戦いでもまともに戦うようになった。しかし、『真説』以降は普通の状態では弱いと評されるようになった。
人気投票では4回連続1位を獲得しており、特に第一回目では票の40〜50%を独占した（なお2位のヘッポコ丸でさえ8%前後だった）。
読み切り版では本名がコンペートーおじさんでデザインがやや角ばっていた（眉毛もなく輪郭も少ない。なお、連載初期でもトゲと顔の境目がない風貌で描かれていた）。そしてほとんどツッコミ役だった。

## 来歴
【ハジケ組】の親分で、初登場時はしなびており、体のトゲが垂れ下がっていた。ハジケ村でのボーボボとのハジケ勝負の後、毛狩り隊Hブロック（カツラ組）基地に攫われたビュティをボーボボと共に救出しに行き、その後「更にハジケ道を極めたい」という理由で仲間（3人目の戦士）として同行することになる。
Aブロックでの闘いでは、一度死亡するも、植えるとすぐに新たな首領パッチとして蘇った。
第一部終盤、ビービビとの戦いのさなかに、この作品の主人公は自分ではなく、ボーボボだったことに（ようやく）気づく。『真説』ではボーボボを主役として認める発言もしている（ビュティとは相変わらず）。
ビービビとの戦いの終結後は、西ドイツへと旅立った。
その後は熊と戦い、右フックで葬り去られたらしく墓まで立てられていたが、ボーボボたちが会いに行った時には墓から脱出しており、すでに復活していた。
久しぶりに仲間たちと出会った照れから、もう自分は戦わず、平和に生きると自分の気持ちを偽るが、ミミズに諭されて、再びボーボボたちに力を貸すことになった。メンバーの軍資金を隠れて無駄遣いしているらしい（ホストクラブに行っていたことがある）。魚雷ガールとの修行を終えボーボボらと共に東京マルハーゲ23区へ行く。
『真説』の最終回でも彼のみボーボボといまだに行動を共にしている。
スピンオフ作品の『ふわり!どんぱっち』ではボーボボを差し置き、自称ではなく正真正銘の主役に昇格したが、上記の設定ではなくビュティのペットという設定になっている。

## 怒んパッチ
首領パッチが自分に怒ることにより変身する。最初はとても弱いが、自分に怒ることによりどんどん力が増していく。
『真説』では変身した直後でもとても強く、「怒雷蜂」という必殺技を披露した。タケノコソードという武器も使う。
外見的変化として、身体は金色に変わり、腕に布が現れ、足にラインが入る。また、性格はまともになりボケない。
天の助と田楽マンとボーボボは、この状態の首領パッチを快く思っていない（首領パッチ1人に活躍されると、主人公である自分の立場がなくなると思っているため）。
変身を解除すると表情が間抜けになる（ビュティはこの状態を見て「元に戻った」とつっこんでいる）。
名前の由来は前述の『首領蜂』の続編『怒首領蜂』より。

## 怒怒んパッチ
怒んパッチよりもさらに大きな怒りによって目覚める。
布が増量したりなど、さらなる変化が見受けられる。武器は怒怒んパッチソード（コーラ）。タケノコも使用する。

## 技

### 通常時の技
首領パッチ手裏剣アタック
手裏剣に変身して、相手を斬り刻む。
針千本
トゲを伸ばして攻撃する。序盤で多用した。
Cアタック
体を「C」の形に折り曲げ、そのまま体当たりする。
首領パッチキック
キックを繰り出す。
首領パッチ頭突き
頭突きを繰り出す。
くすぐりアタック
トゲを触手のように伸ばしてくすぐる技。喰らったのはOVERではなく天の助で、気持ちよくなっていた。
ボーボボ採集
元ネタはアシュラマンのタッグ技地獄のコンビネーション。
しみったれブルース
無数のパンチで攻撃する。無数パンチはプルプー戦でも使用したが技名は言っていない。
双龍牙斬烈破
天の助と共に使用した技。回転しながらの上昇アッパー。
バカボール
地獄のトゲローラー
トゲアタック
ホーミング・黒板消し
開橋
首領パッチの幻獣百鬼夜行
対イシカワ・ゴエモン（浪漫 貴公）戦にて使用。ゴエモンが操る幻獣を手懐け利用していた。
発進!!ホーミングつくね弾
対ハンペン戦にて使用。文字通りつくねの弾丸を発射して攻撃する。
陸サーファーブルース
害虫駆除連撃
弾丸（ブレッド）
生まれたておやびんバズーカ
脱皮して体当たりする。
首ななめ飛び込み打ちおろし延髄
ナントカカントカパトローナム
対ハイドレート戦にて使用。

### 怒んパッチ、怒怒んパッチ状態の技
タケノコソード
手のひらからタケノコを出して、敵に突撃する技。
おやびんラッシュ
自分の悪口を言うコパッチが作った道の上を走ることで怒りを溜め、敵に凄まじいパンチのラッシュを叩き込む技。
タケノコ・秋のキャッスルブレイド
輪切り状のタケノコを射出して攻撃する技。
怒怒んパッチソード
コーラを素早く振りぬき、水圧カッターの要領で敵を切り裂く技。本人いわく、弱点は「コーラで手がニチャニチャになる事」。
怒雷蜂
エネルギーをゼロ距離で敵にぶつける技。2ページ見開きの豪華な演出がなされ、ボーボボはこれにショックを受けていた。

## キャスト
声優
- 山口勝平（ゲーム『ハジけ祭』）
- 小野坂昌也（テレビアニメ版）

俳優
- 稲荷卓央（舞台『超ハジケステージ☆ボボボーボ・ボーボボ』）